# Meadow Vista
Meadow Vista és una concentració de població designada pel cens dels Estats Units a l'estat de Califòrnia. Segons el cens del 2000 tenia 3.096 habitants.

## Demografia
Segons el cens del 2000, Meadow Vista tenia 3.096 habitants, 1.140 habitatges, i 918 famílies. La densitat de població era de 222,6 habitants/km².
Dels 1.140 habitatges en un 33% hi vivien nens de menys de 18 anys, en un 68,9% hi vivien parelles casades, en un 8,2% dones solteres, i en un 19,4% no eren unitats familiars. En el 15,1% dels habitatges hi vivien persones soles el 7,4% de les quals corresponia a persones de 65 anys o més que vivien soles. El nombre mitjà de persones vivint en cada habitatge era de 2,72 i el nombre mitjà de persones que vivien en cada família era de 2,99.
Per edats la població es repartia de la següent manera: un 25,5% tenia menys de 18 anys, un 4,5% entre 18 i 24, un 24,1% entre 25 i 44, un 29,8% de 45 a 60 i un 16,1% 65 anys o més.
L'edat mediana era de 43 anys. Per cada 100 dones de 18 o més anys hi havia 94,8 homes.
La renda mediana per habitatge era de 59.980 $ i la renda mediana per família de 65.474 $. Els homes tenien una renda mediana de 55.132 $ mentre que les dones 28.682 $. La renda per capita de la població era de 27.504 $. Cap de les famílies i l'1,5% de la població estaven per davall del llindar de pobresa.

## Poblacions més properes
El següent diagrama mostra les poblacions més properes.